# 浜高房橋
浜高房橋（はまたかぼうばし）は、鮎喰川下流部に架かっていた沈下橋。流れ橋。
橋長約210 m、幅員1.0 m。通称「こんにゃく橋」。所在は南岸が徳島県徳島市春日二丁目、北岸が同市春日町宝野。現在は、橋跡付近にモニュメントが設置されているのみである。四国のみずべ八十八カ所に選定。

## 歴史
1919年（大正8年）頃に「浜高房の渡し」廃止に伴い不動町の人たちが渡し舟の代わりに建てたとされている。1961年（昭和36年）にコンクリート橋脚となり、1965年（昭和40年）に徳島市管理となる。
渡るとコンニャクのように揺れるところからこんにゃく橋と呼ばれるようになった。毎年、台風が訪れると橋は崩壊し、そのたびに復旧工事が行われた。洪水時には木製の橋面を取り外す構造になっており、橋の損壊を防いでいた。
2006年（平成18年）には、利用者が少なく転落事故の危険性が高いため、徳島市が撤去を決定した。
2007年（平成19年）3月、撤去。

## 橋の概要
- 橋長 - 210 m
- 幅員 - 1.0 m
- 工期 - 不明（大正時代）
- 形式 - 流れ橋
- 管理 - 徳島市

## 隣の橋梁
（徳島県道41号徳島北灘線<<）弁天橋  - 高徳線鮎喰川橋梁 - 浜高房橋（>>吉野川）